# آبشار فلو
آبشار فلو (به لاتین: Félou Falls) یک آبشار در مالی است که در استان کایس واقع شده‌است.